# 2-C-メチルエリトリトール-4-リン酸
2-C-メチルエリトリトール-4-リン酸（2-シー-メチルエリトリトール-4-リンさん、2-C-methylerythritol 4-phosphate）は、非メバロン酸経路の中間生成物の一つ。